# الكسندر دي. أور
الكسندر دي. أور هو سياسي أمريكي، ولد في 6 نوفمبر 1761 في الإسكندرية في الولايات المتحدة، وتوفي في 21 يونيو 1835 في باريس في الولايات المتحدة. انتخب عضو مجلس ولاية فرجينيا ‏ وانتخب عضو مجلس النواب الأمريكي ‏.